# Bouzas
Bouzas és un barri costaner i antiga parròquia de la ciutat de Vigo, a la província de Pontevedra. Va ser un municipi independent fins al 1904, format per la parròquia de San Miguel de Bouzas i altres parròquies limítrofs. Limita al nord amb la ria de Vigo, a l'oest amb Alcabre i al sud i est amb Coia.
És una de les parròquies més antigues i també més grans. L'església de San Miguel es va construir durant el segle xvi i va ser reedificada en el XVII. El 1501 el bisbe de Tui li va concedir el dret de tenir alfolí, dipòsit de sal i de càrrega i descàrrega de mercaderies. Ha sigut tradicionalment el barri mariner de Vigo.
Al barri hi ha les drassanes industrials, el Liceu Marítim de Bouzas, l'Institut d'Investigacions Marines de Vigo, el Centre Tecnològic del Mar i l'IES Audiovisual de Vigo. Té un equip de futbol, el Club Rápido de Bouzas.